# Alexandr Fier
Alexandr Hilário Takeda dos Santos Fier (ur. 11 marca 1988 w Joinville) – brazylijski szachista, arcymistrz od 2007 roku.

## Kariera szachowa
Pierwszy szachowy sukces odniósł w roku 1995, zwyciężając w Kurytybie w mistrzostwach panamerykańskich juniorów do lat 10. Pomiędzy 1995 a 2005 rokiem wywalczył łącznie 7 złotych medali mistrzostw Brazylii juniorów w różnych kategoriach wiekowych. W 1998 zdobył w Oropesa del Mar tytuł wicemistrza świata w grupie juniorów do lat 10. W 2004 zajął II m. (za Andresem Rodriguezem) w São Paulo. W 2005 zwyciężył w rozegranych w Taubaté indywidualnych mistrzostwach Brazylii, natomiast w 2006 podzielił I m. (wspólnie z Axelem Bachmannem) w Villa Martelli oraz zwyciężył w São Paulo. W 2007 i 2008 r. dwukrotnie samodzielnie zwyciężył w Santosie, w 2008 r. podzielił I m. w kolejnych turniejach otwartych, rozegranych w Manresie (wspólnie m.in. z Fidelem Corralesem Jiménezem, Raszad Babajew i Lazaro Bruzonem Batistą) oraz w Hoogeveen (wspólnie z Friso Nijboerem i Stewartem Haslingerem), zdobył również w Porto Alegre brązowy medal indywidualnych mistrzostw Brazylii. W 2009 r. zwyciężył w turniejach rozegranych w Cochabambie, São Paulo, Rio de Janeiro (turniej strefowy) oraz Barcelonie, wystąpił również w Pucharze Świata w Chanty-Mansyjsku (w I rundzie przegrał z Aleksandrem Chalifmanem). W 2010 r. podzielił I m. (wspólnie z Everaldo Matsuurą i Felipe El Debsem) w memoriale Vanderleya Casona de Melo w Campinas. W 2011 r. zdobył w Campinas tytuł wicemistrza Brazylii, natomiast w 2012 r. zwyciężył (wspólnie z Nidżatem Mamedowem) w Pradze (turniej Open Praha 2012). W 2013 r. zwyciężył w memoriale Georgi Tringowa w Płowdiwie, natomiast w 2014 r. zajął I m. w turnieju Open Internacional de Sants w Barcelonie. W 2015 r. podzielił II m. (za Zhao Junem, wspólnie z Aleksandrem Miśtą i Guðmundurem Kjartanssonem) w Hastings.
Wielokrotnie reprezentował Brazylię w turniejach drużynowych, m.in.:
- pięciokrotnie na olimpiadach szachowych (w latach 2004, 2006, 2010, 2012, 2014)[9],
- na drużynowych mistrzostwach świata (w roku 2010)[10],
- na drużynowych mistrzostwach panamerykańskich (w roku 2009); dwukrotny medalista: wspólnie z drużyną – złoty (2009) oraz indywidualnie – złoty (2009 – na III szachownicy)[11].

Najwyższy ranking w dotychczasowej karierze osiągnął 1 listopada 2009 r., z wynikiem 2653 punktów zajmował wówczas 80. miejsce na światowej liście FIDE (oraz pierwsze wśród brazylijskich szachistów).

## Życie prywatne
Żoną Alexandra Fiera jest francuska arcymistrzyni gruzińskiego pochodzenia Nino Maisuradze.